# Rachael Yamagata EP
| Оценки критиков | Оценки критиков |
| Источник        | Оценка          |
| --------------- | --------------- |
| Allmusic        | [ 1 ]           |

Rachael Yamagata EP — дебютный мини-альбом американской певицы Рэйчел Ямагаты, выпущенный осенью 2003 года на лейбле RCA Victor. Все песни были написаны самой Ямагатой, за исключением «These Girls», которая была написана в соавторстве с Крисом Холмсом. Продюсерами релиза выступили Малькольм Берн и Дуг МакБрайд (спродюсировал песню «Collide»). Большинство песен с этого EP вскоре были перезаписаны для дебютного полноформатного альбома певицы — Happenstance.

## Список композиций
1. «Collide»
2. «Known for Years»
3. «Worn Me Down» (EP Version)
4. «The Reason Why» (EP Version)
5. «Would You Please» (including hidden track «These Girls»)

## История релиза
| Страна         | Дата           |
| -------------- | -------------- |
| США            | 7 октября 2003 |
| Великобритания | 15 марта 2004  |